# Виенско колело
Виенското колело е увеселително съоръжение, което представлява огромно вертикално колело, въртящо се около ос, разположена в центъра му. По периферията на колелото са прикрепени кабинки с места за сядане. В наши дни то е почти задължителна атракция на увеселителни паркове – лунапаркове, панаири и при разни празници.

## История
Изобретено е от Джордж Уошингтън Гейл Ферис младши (George Washington Gale Ferris, Jr.), поради което на английски се нарича Колело на Ферис (Ferris wheel). Той построява първото такова колело през 1893 г. за Световното изложение „Светът на Колумб“, което се провежда в Чикаго, като американски отговор на Айфеловата кула, изградена за Световното изложение в Париж от 1889 г.
Диаметърът на колелото е 75 метра, а масата му – 2000 тона. Задвижва се с помощта на 2 парни машини с мощност 1000 конски сили всяка. Към колелото са прикрепени 36 кабинки приблизително с размер на автобус. Във всяка от тях има 20 места за сядане и 40 места за правостоящи, като по този начин общият капацитет на колелото е 2160 души. Всяко завъртане на колелото се извършва за 20 мин. Въпреки че е около 4 пъти по-ниско от Айфеловата кула, колелото е по-високо от който и да е небостъргач от онова време.
След закриване на изложбата колелото е местено на различни места няколко пъти, докато окончателно е разглобено през 1904 г. През 1897 г., малко след смъртта на Ферис, по негов проект е построено подобно колело във Виена, което е съхранено до наши дни и е сред най-големите атракции на града. Именно от това колело идва и наименованието на български Виенско колело.

### В България
Вертикална дървена въртележка, предшественик на днешното виенско колело, описва англичанинът Питър Мънди, който посещава Пловдив (Филибе) през 1620 г.